# Öppenhet (psykologi)

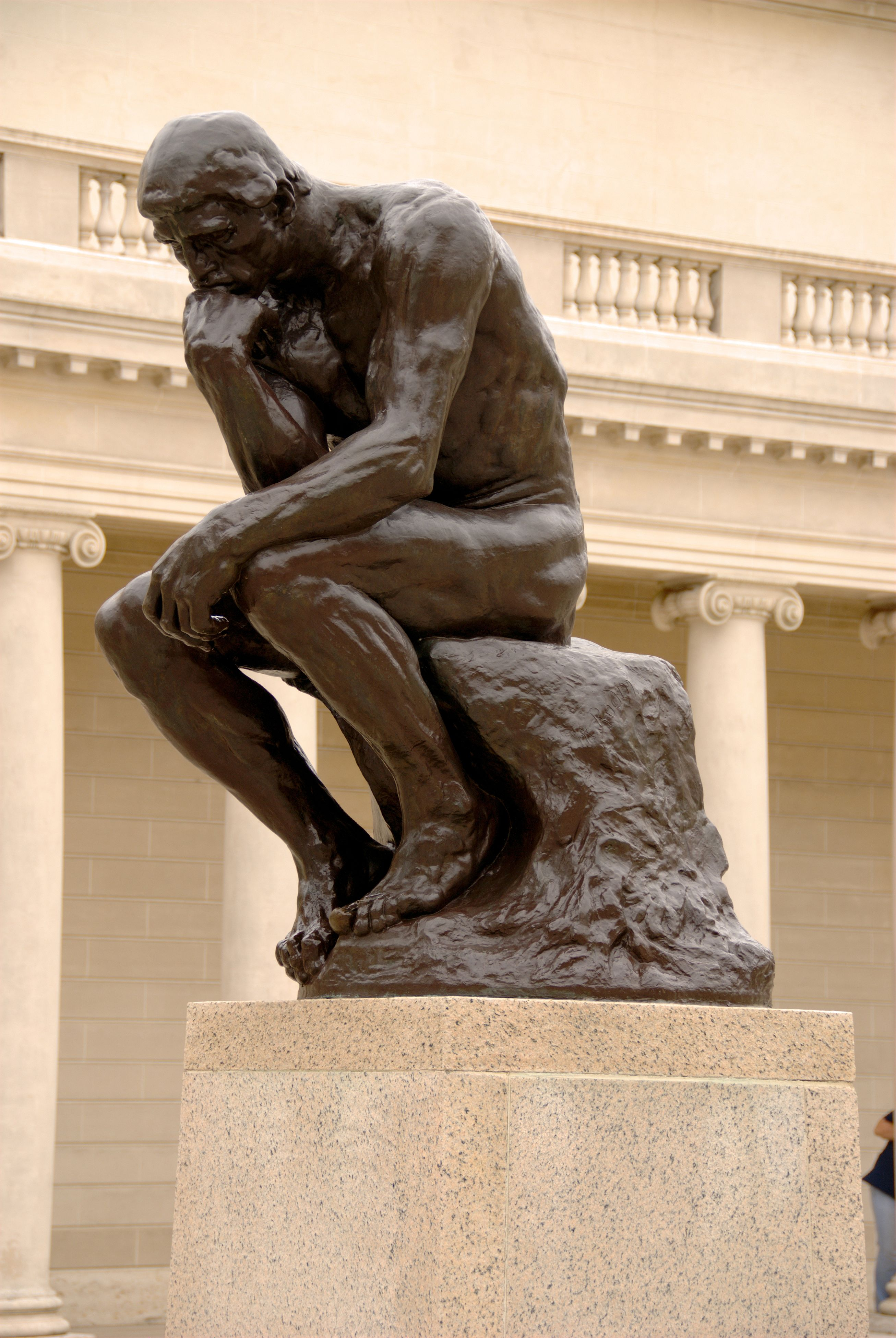
Auguste Rodin: Tänkaren. Öppna människor tycker mer om att tänka, men teorin tar inte ställning till kvaliteten på tankarna.

Öppenhet eller öppenhet för nya erfarenheter är ett av de fem personlighetsdragen i femfaktorteorin (Big Five-teorin) tillsammans med extraversion (vars motpol är introversion), neuroticism, samvetsgrannhet och vänlighet (tillmötesgående). I MBTI har personlighetsdraget en stark korrelation med intuition (bokstaven N). Öppna människor har en tendens att uppskatta konst, känslor, äventyr, ovanliga idéer, fantasi, nyfikenhet och olika erfarenheter. Människor som är öppna för upplevelser är intellektuellt nyfikna, öppna för känslor, känsliga för skönhet och villiga att prova nya saker. De tenderar att, i jämförelse med mer slutna människor, vara mer kreativa och mer medvetna om sina känslor. De är också mer benägna att ha okonventionella övertygelser. Öppenheten är ett mer heterogent personlighetsdrag än de andra fyra dragen i Big Five. Den består i till exempel NEO-PI-R-systemet av följande sex delområden (facet):
- O1 Fantasi (fantasy): Öppna människor har en livligare fantasi, som syns inte bara under vaket tillstånd utan också som mer komplexa drömmar.
- O2 Estetik (aesthetics): Öppna människor absorberas mer i upplevelser. De har oftare stunder då deras resurser är koncentrerade på ett enda mål och det är också lättare att hypnotisera dem. De älskar mer skönhet i såväl naturen som konst och kan eventuellt producera konst själv.
- O3 Känslor (feelings): Öppna människor är mer medvetna om det vad de känner.
- O4 Handlingar (actions): Öppna människor tycker inte lika mycket om rutiner och är villiga att prova nya saker.
- O5 Idéer (ideas): Öppna människor är mer intresserade av komplexa, abstrakta eller filosofiska idéer, teorier och debatt. Detta delområde motsvarar delvis begreppen need for cognition och typical intellectual engagement som används som delar av självständiga teorier i psykologin. Att ha idéer kan vålla problem i enkla jobb där arbetstagaren inte borde ha egna idéer.
- O6 Värderingar (values): Öppna människor ifrågasätter lättare auktoriteter och traditionella värden.

Både forskare och konstnärer har i genomsnitt en högre nivå av öppenhet och öppna människor är mer kreativa både vetenskapligt och konstnärligt och i tester där divergent tänkande (okonventionell men fungerande problemlösning) testas. Utöver mer komplexa idéer är öppna människor mer intresserade av komplex musik.
Öppenhet avviker från de andra fyra Big Five-personlighetsdragen på det sätt att det inte finns en skillnad mellan könen, medan kvinnorna annars har en högre nivå av extraversion, neuroticism, samvetsgrannhet och vänlighet, och sambandet med kognitiva förmågor är starkare med en korrelationskoefficient mellan r=0.30 och r=0.45 beroende på studiet. Öppenhet korrelerar också med högre löner, men av enstaka faktorer korrelerar IQ mest med lönenivån och IQ och öppenhet har en korrelation. Den högre lönen kan därför bero endast på bättre kognitiva förmågor. Öppenheten är också det personlighetsdrag som korrelerar mest med politiska åsikter: öppna människor är mer liberala.
Öppna människor är intresserade av ett bredare spektrum av aktiviteter, medan extroverta människor är oftare aktiva. Öppna människor provar oftare cannabis men drogberoende korrelerar mer med neuroticism som orsakar obehagliga känslor och låg samvetsgrannhet som leder till brister i självstyrande. Bland psykiatriska sjukdomar korrelerar öppenhet med schizotyp personlighetsstörning och schizofreni. Medan öppenhet har en positiv korrelation med IQ har schizofreni en negativ korrelation. Schizofreni har ett förband med låg latent inhibition i öppenhet, medan hög IQ och hög öppenhet (låg latent inhibition) är sammankopplade med vetenskapliga och konstnärliga framgångar.
Förekomsten av öppenhet som ett av personlighetsdragen har bevisats med lexikaliska studier. I dessa har man kunnat mäta förekomsten av fyra andra personlighetsdrag i tillägg till öppenhet. De korrelerar inte med varandra men det finns vissa adjektiv som korrelerar med varandra. Sådana adjektiv är till exempel creative, intellectual, artistic, philosophical och deep. Även satser som Love to think up new ways of doing things och Have difficulty understanding abstract ideas (omvänt) korrelerar med orden i de lexikaliska studierna.